# Sanjivani Jadhav
Sanjivani Babur Jadhav (* 12. Juli 1996 in Nashik, Maharashtra) ist eine indische Leichtathletin, die sich auf den Langstreckenlauf spezialisiert hat.

## Sportliche Laufbahn
Erste internationale Erfahrungen sammelte Sanjivani Jadhav bei den Juniorenasienmeisterschaften 2014 in Taipeh, bei denen sie in 9:35,02 min die Bronzemedaille im 3000-Meter-Lauf gewann und über 5000 Meter Rang fünf erreichte. 2015 wurde sie bei der Sommer-Universiade im südkoreanischen Gwangju Sechste im 10.000-Meter-Lauf und belegte über 5000 Meter in 16:16,18 min den 13. Platz. Bei den Asienmeisterschaften in Bhubaneswar erlangte sie ihre erste Medaille bei internationalen Meisterschaften. Über 5000 Meter konnte sie in 16:00,24 min die Bronzemedaille gewinnen und belegte über 10.000 Meter den fünften Platz. Im August nahm sie als Studentin der University of Pune an den Studentenweltspielen in Taipeh teil. Dort erreichte sie über 5000 Meter den achten Platz und gewann über 10.000 Meter die Silbermedaille hinter der Kirgisin Darja Maslowa. Bei den Asian Indoor & Martial Arts Games Anfang September in Aşgabat gewann sie ebenfalls die Silbermedaille über 3000 Meter hinter Alia Saeed Mohammed aus den Vereinigten Arabischen Emiraten.
2018 nahm sie an den Asienspielen in Jakarta teil und belegte dort in 33:13,06 min den neunten Platz über 10.000 Meter und wurde in 15:52,96 min Siebte über 5000 Meter. Im Jahr darauf lief sie bei den Asienmeisterschaften in Doha in 15:41,12 min über 5000 Meter auf Platz vier ein und gewann über 10.000 Meter in 32:44,96 min die Bronzemedaille hinter der Bahrainerin Shitaye Eshete und Hitomi Niiya aus Japan. Nachträglich wurden ihr diese Medaillen aber wegen des Nachweises von Probenecid, einem Maskierungsmittel auf der Dopingliste, aberkannt. Bei den Crosslauf-Weltmeisterschaften 2023 in Bathurst wurde sie nach 37:30 min 47. im Einzelrennen. Im Juli belegte sie dann bei den Asienmeisterschaften in Bangkok in 34:04,47 min den vierten Platz über 10.000 Meter. Bei den Crosslauf-Asienmeisterschaften 2024 in Hongkong gewann sie in 37:20 min die Silbermedaille hinter ihrer Landsfrau Seema und im Jahr darauf belegte sie bei den Asienmeisterschaften in Gumi in 15:36,40 min und 33:08,17 min jeweils den fünften Platz über 5000 und 10.000 Meter.
In den Jahren 2022 und 2023 wurde Jadhav indische Meisterin im 5000-Meter-Lauf sowie 2022 auch über 10.000 Meter.

## Persönliche Bestleistungen
- 1500 Meter: 4:44,18 min, 19. September 2013 in Kuantan
- 3000 Meter: 9:35,02 min, 15. Juni 2014 in Taipeh
  - 3000 Meter (Halle): 9:26,34 min, 18. September 2017 in Aşgabat
- 5000 Meter: 15:31,60 min, 9. Juni 2024 in Portland
- 10.000 Meter: 32:21,76 min, 16. März 2024 in San Juan Capistrano
- Halbmarathon: 1:13:00 h, 29. November 2020 in Neu-Delhi